# Massese
Massese là một giống cừu nội địa từ dãy núi Alpi Apuane của tỉnh Massa Carrara, ở Toscana, miền trung nước Ý. Giống cừu này lấy tên từ thị trấn Massa. Nó được nuôi dưỡng trên hầu hết các vùng Toscana, và cũng ở Emilia – Romagna, Liguria và Umbria. Nó có nguồn gốc chung với các giống cừu bản địa khác của vùng Apennines.
Massese là một trong mười bảy giống cừu Ý tự chế biến, trong đó một cuốn sách gia phả được lưu giữ bởi Associazione Nazionale della Pastorizia, hiệp hội chăn nuôi cừu quốc gia Ý. Cuốn sách này được lập ra vào năm 1971. Tổng số cá thể giống này được ghi nhận là 182.690 vào năm 1986, trong đó 66% là ở Toscana và 27% ở Emilia – Romagna. Năm 2006, số cá thể giống này được ước tính là 55.000 con, trong đó 16.477 con đã được đăng ký, vào năm 2013 con số được ghi trong sách là 8423.
Cừu Massese vẫn sống trong động dục trong suốt cả năm, và thường là cừu ba lần hai năm một lần; điều này, cùng với tỷ lệ sinh đôi là 135%, cho phép sản xuất hai con cừu mỗi năm. Chúng được giết mổ với trọng lượng từ 10–15 kg. Năng suất sữa là khoảng 120 ± 32 lít cho mỗi chu kỳ cho cừu cái nguyên thủy, và 138 ± 45 l cho cừu cái nhiều lứa; lượng sữa có thể đạt 300–350 lít mỗi lần cho con bú. Sữa có trung bình 6,2% chất béo và 5,3% protein.